# DDR-Mannschaftsmeisterschaft im Schach 1983
Bei der DDR-Mannschaftsmeisterschaft im Schach 1983 gewann  die Schachgemeinschaft Leipzig zum zehnten Mal die DDR-Mannschaftsmeisterschaft.
Gespielt wurde ein Rundenturnier nach Scheveninger System, wobei jede Mannschaft gegen jede andere jeweils vier Mannschaftskämpfe an acht Brettern austrug. Insgesamt waren es 180 Mannschaftskämpfe, also 1440 Partien.

## DDR-Mannschaftsmeisterschaft 1983

### Kreuztabelle der Oberliga (Rangliste)
|    | Verein                                 | 1    | 2    | 3    | 4    | 5    | 6    | 7    | 8    | 9    | 10   | Punkte |
| -- | -------------------------------------- | ---- | ---- | ---- | ---- | ---- | ---- | ---- | ---- | ---- | ---- | ------ |
| 1  | Baukombinat Leipzig/Schachgemeinschaft |      | 20,0 | 21,5 | 23,5 | 19,0 | 19,0 | 16,0 | 20,0 | 22,0 | 15,5 | 176,5  |
| 2  | Buna Halle-Neustadt                    | 12,0 |      | 18,5 | 18,5 | 18,0 | 16,5 | 22,5 | 21,5 | 24,0 | 19,5 | 171,0  |
| 3  | Funkwerk Erfurt                        | 10,5 | 13,5 |      | 15,5 | 12,5 | 16,0 | 22,5 | 16,5 | 20,5 | 21,5 | 149,0  |
| 4  | Lokomotive Karl-Marx-Stadt             | 08,5 | 13,5 | 16,5 |      | 13,5 | 17,5 | 20,5 | 20,0 | 16,0 | 18,5 | 144,5  |
| 5  | Vorwärts Strausberg                    | 13,0 | 14,0 | 19,5 | 18,5 |      | 16,0 | 16,5 | 14,0 | 13,0 | 16,0 | 140,5  |
| 6  | Greika Greiz                           | 13,0 | 15,5 | 16,0 | 14,5 | 16,0 |      | 15,5 | 14,5 | 19,0 | 12,0 | 136,0  |
| 7  | Post Dresden                           | 16,0 | 09,5 | 09,5 | 11,5 | 15,5 | 16,5 |      | 20,5 | 17,0 | 20,0 | 136,0  |
| 8  | Motor Südost Magdeburg                 | 12,0 | 10,5 | 15,5 | 12,0 | 18,0 | 17,5 | 11,5 |      | 13,5 | 21,0 | 131,5  |
| 9  | AdW der DDR, Berlin                    | 10,0 | 08,0 | 11,5 | 16,0 | 19,0 | 13,0 | 15,0 | 18,5 |      | 19,0 | 130,0  |
| 10 | Lokomotive Schwerin                    | 16,5 | 12,5 | 10,5 | 13,5 | 16,0 | 20,0 | 12,0 | 11,0 | 13,0 |      | 125,0  |

### Beste Einzelresultate
Oberhaus (Bretter 1 bis 4)
| Spieler              | Verein   | Punkte | Partien | Prozent |
| -------------------- | -------- | ------ | ------- | ------- |
| Rainer Knaak         | Leipzig  | 21,5   | 24      | 89,6    |
| Uwe Bönsch           | Halle    | 19     | 24      | 79,2    |
| Lutz Espig           | Greiz    | 27     | 36      | 75,0    |
| Hans-Ulrich Grünberg | Schwerin | 22,0   | 30      | 73,3    |
| Wolfgang Uhlmann     | Dresden  | 13,0   | 18      | 72,2    |
| Artur Hennings       | Schwerin | 21,0   | 31      | 67,7    |
| Thomas Pähtz         | Erfurt   | 21,0   | 32      | 65,6    |

Unterhaus (Bretter 5 bis 8)
| Spieler            | Verein          | Punkte | Partien | Prozent |
| ------------------ | --------------- | ------ | ------- | ------- |
| Manfred Schöneberg | Leipzig         | 13,5   | 18      | 75,0    |
| Wolfgang Dietze    | Halle           | 25,0   | 36      | 69,4    |
| Michael Becker     | Halle           | 25,0   | 36      | 69,4    |
| Detlef Neukirch    | Leipzig         | 24,5   | 36      | 68,1    |
| Dieter Nötzold     | Karl-Marx-Stadt | 24,0   | 36      | 66,7    |
| Jörg Seils         | Strausberg      | 20,5   | 31      | 66,1    |

Reservespieler
| Spieler        | Verein | Punkte | Partien | Prozent |
| -------------- | ------ | ------ | ------- | ------- |
| Christian Syré | Berlin | 15,5   | 23      | 67,4    |
| Olaf Thal      | Berlin | 13,0   | 20      | 65,0    |

### Die Meistermannschaft
| 1.            | Schachgemeinschaft Leipzig |
| Schachfiguren | Lothar Vogt, Rainer Knaak, Thomas Casper, Raj Tischbierek, Manfred Schöneberg, Gottfried Braun, Detlef Neukirch, Michael Reuter, Wolfram Heinig, Manfred Böhnisch, Reinhard Gnauk, Heinz Böhlig |

### DDR-Liga
| Platz | Verein                    | Punkte |
| ----- | ------------------------- | ------ |
| 01    | Rotation Berlin           | 101,0  |
| 02    | Schifffahrt/Hafen Rostock | 093,0  |
| 03    | Lok Stralsund             | 087,0  |
| 04    | Post Berlin               | 082,0  |
| 05    | Lok Schwerin II           | 072,0  |
| 06    | Post Ludwigslust          | 068,0  |
| 07    | Lok Rostock               | 067,5  |
| 08    | Veritas Wittenberge       | 059,0  |
| 09    | Medizin Neubrandenburg    | 049,5  |
| 10    | Lok Waren/Rethwisch       | 041,0  |

| Platz | Verein             | Punkte |
| ----- | ------------------ | ------ |
| 01    | Empor Potsdam      | 92,0   |
| 02    | AdW Berlin II      | 78,0   |
| 03    | Dynamo Potsdam     | 75,5   |
| 04    | Lok Brandenburg    | 74,0   |
| 05    | Lok Rostock II     | 71,5   |
| 06    | PH Potsdam         | 69,0   |
| 07    | Empor HO Berlin    | 68,0   |
| 08    | Rotation Berlin II | 68,0   |
| 09    | Rotation Schwedt   | 65,5   |
| 10    | Vorwärts Stallberg | 58,5   |

| Platz | Verein                    | Punkte |
| ----- | ------------------------- | ------ |
| 01    | Lok Mitte Leipzig         | 93,5   |
| 02    | Motor Gohlis Nord Leipzig | 88,0   |
| 03    | WBK 67 Halle-Neustadt     | 87,5   |
| 04    | Motor Leipzig-Lindenau    | 73,0   |
| 05    | Buna Halle-Neustadt III   | 71,0   |
| 06    | Motor SO Magdeburg II     | 71,0   |
| 07    | TH Magdeburg              | 68,0   |
| 08    | IHS Köthen                | 58,0   |
| 09    | Lok Roßlau                | 54,0   |
| 10    | Aufbau Börde Magdeburg    | 52,0   |

| Platz | Verein                 | Punkte |
| ----- | ---------------------- | ------ |
| 01    | Carl Zeiss Jena        | 95,0   |
| 02    | Chemie Lützkendorf     | 92,0   |
| 03    | Funkwerk Erfurt II     | 78,0   |
| 04    | Buna Halle-Neustadt II | 73,5   |
| 05    | Chemie IW Ilmenau      | 69,0   |
| 06    | Motor Suhl             | 69,0   |
| 07    | Lok Merseburg          | 66,5   |
| 08    | Cottana Mühlhausen     | 66,0   |
| 09    | Einheit Saalfeld       | 57,0   |
| 10    | ISG Apolda             | 51,0   |

| Platz | Verein                      | Punkte |
| ----- | --------------------------- | ------ |
| 01    | Lok Gera                    | 93,5   |
| 02    | Fortschritt Plauen          | 88,5   |
| 03    | Aktivist Oelsnitz           | 81,5   |
| 04    | Lok Dresden                 | 78,5   |
| 05    | Wismut Aue                  | 74,5   |
| 06    | Lok Karl-Marx-Stadt II      | 71,5   |
| 07    | Einheit Freiberg            | 67,5   |
| 08    | Fortschritt Wilkau-Haßlau   | 59,5   |
| 09    | Motor IFA Karl-Marx-Stadt   | 53,0   |
| 10    | Baukombinat / SG Leipzig II | 51,0   |

| Platz | Verein                              | Punkte |
| ----- | ----------------------------------- | ------ |
| 01    | Aktivist Schwarze Pumpe Hoyerswerda | 101,0  |
| 02    | Fortschritt Cottbus                 | 080,5  |
| 03    | Vorwärts Kamenz                     | 079,5  |
| 04    | Pentacon Dresden                    | 073,0  |
| 05    | Post Dresden II                     | 069,5  |
| 06    | Aktivist Brieske-Senftenberg        | 068,5  |
| 07    | Vorwärts Löbau                      | 067,5  |
| 08    | Motor Görlitz                       | 063,0  |
| 09    | Pneumant Fürstenwalde               | 058,5  |
| 10    | Einheit Friesen Berlin              | 058,0  |

### Aufstiegsspiele zur Oberliga
| Platz | Verein                              | Punkte |
| ----- | ----------------------------------- | ------ |
| 1     | Aktivist Schwarze Pumpe Hoyerswerda | 12,5   |
| 2     | Rotation Berlin                     | 08,0   |
| 3     | Carl Zeiss Jena                     | 03,5   |

| Platz | Verein            | Punkte |
| ----- | ----------------- | ------ |
| 1     | Lok Mitte Leipzig | 11,5   |
| 2     | Empor Potsdam     | 06,5   |
| 3     | Lok Gera          | 06,0   |

Das Finale der Aufstiegsrunde gewann Hoyerswerda gegen Lok Mitte Leipzig mit 8½:7½.

### Aufstiegsspiele zur DDR-Liga
| Platz | Verein                 | Punkte |
| ----- | ---------------------- | ------ |
| 1     | Empor Potsdam II       | 10,0   |
| 2     | Motor Stralsund        | 09,0   |
| 3     | Turbine Neubrandenburg | 05,0   |

| Platz | Verein          | Punkte |
| ----- | --------------- | ------ |
| 1     | Aufbau Bernburg | 11,0   |
| 2     | Motor Schwerin  | 07,0   |
| 3     | Empor Barby     | 06,0   |

| Platz | Verein                 | Punkte |
| ----- | ---------------------- | ------ |
| 1     | Einheit Bad Salzungen  | 8,5    |
| 2     | Carl Zeisse Jena II    | 8,0    |
| 3     | Aufbau Karl-Marx-Stadt | 7,5    |

| Platz | Verein                 | Punkte |
| ----- | ---------------------- | ------ |
| 1     | Fortschritt Nord Forst | 8,5    |
| 2     | Fortschritt Coswig     | 7,5    |

| Platz | Verein                   | Punkte |
| ----- | ------------------------ | ------ |
| 1     | Halbleiterwerk Frankfurt | 10,0   |
| 2     | Rotation Berlin III      | 06,0   |

| Platz | Verein                       | Punkte |
| ----- | ---------------------------- | ------ |
| 1     | Medizin Erfurt               | 10,5   |
| 2     | Motor Gohlis Nord Leipzig II | 05,5   |

## DDR-Mannschaftsmeisterschaft der Frauen 1983

### Oberliga
| Platz | Verein                              | Punkte |
| ----- | ----------------------------------- | ------ |
| 1     | AdW Berlin                          | 54,5   |
| 2     | Motor Leipzig-Lindenau              | 45,0   |
| 3     | Buna Halle-Neustadt                 | 44,5   |
| 4     | PH Potsdam                          | 39,0   |
| 5     | TSG Wittenberg                      | 38,5   |
| 6     | Motor Weimar                        | 36,5   |
| 7     | Motor Gohlis Nord Leipzig           | 31,0   |
| 8     | Aktivist Schwarze Pumpe Hoyerswerda | 23,0   |

### DDR-Liga
In Staffel I zog Lok Halle im Saisonverlauf zurück und wurde aus der Wertung genommen.
| Platz | Verein            | Punkte |
| ----- | ----------------- | ------ |
| 1     | Chemie Köpenick   | 33,0   |
| 2     | Rotation Schwedt  | 28,0   |
| 3     | Stahl Thale       | 25,0   |
| 4     | TH Magdeburg      | 24,5   |
| 5     | TSG Wittenberg II | 09,5   |

| Platz | Verein                    | Punkte |
| ----- | ------------------------- | ------ |
| 1     | Metall Gera               | 41,5   |
| 2     | Post Dresden              | 35,5   |
| 3     | Lok Karl-Marx-Stadt       | 29,5   |
| 4     | Motor Leipzig-Lindenau II | 27,5   |
| 5     | Post Karl-Marx-Stadt      | 23,0   |
| 6     | Chemie IW Ilmenau         | 23,0   |

### Regionalliga
In der Staffel I fehlt das Ergebnis zwischen Strausberg und Rostock. Ob dieses Spiel noch ausgetragen wurde, ist nicht bekannt.
| Platz | Verein                    | Punkte |
| ----- | ------------------------- | ------ |
| 1     | Rotation Berlin           | 32,0   |
| 2     | Motor SO Magdeburg        | 25,5   |
| 3     | Vorwärts Stallberg        | 22,0   |
| 4     | Vorwärts Strausberg       | 14,0   |
| 5     | Schiffselektronik Rostock | 12,0   |

| Platz | Verein               | Punkte |
| ----- | -------------------- | ------ |
| 1     | Chemie Buna Schkopau | 45,5   |
| 2     | Motor Weimar II      | 38,5   |
| 3     | Lok Naumburg         | 37,0   |
| 4     | Wissenschaft Halle   | 34,5   |
| 5     | TSG Wittenberg III   | 17,0   |
| 6     | Chemie IW Ilmenau II | 06,5   |

| Platz | Verein               | Punkte |
| ----- | -------------------- | ------ |
| 1     | Chemie Guben         | 18,5   |
| 2     | Aufbau Mitte Görlitz | 16,5   |
| 3     | Metall Gera II       | 01,0   |

## Jugendmeisterschaften
| Altersklasse       | männlich        | weiblich                     |
| ------------------ | --------------- | ---------------------------- |
| Altersklasse 9/10  |                 |                              |
| Altersklasse 11/12 |                 | Einheit / Turbine Gardelegen |
| Altersklasse 13/14 | Rotation Berlin |                              |
| Altersklasse 15/18 | ASP Hoyerswerda | Post Dresden                 |

Zu den hier fehlenden Jugendmeisterschaften waren in der Fachpresse keine Ergebnisse veröffentlicht.